# Vajnág
Vajnág (ukránul: Вонігове) település Ukrajnában, Kárpátalján, a Técsői járásban.

## Fekvése
Técsőtől északnyugatra, a Talabor patak mellett, Talaborfalva és Újbárd között fekvő település.

## Története
1911-ben 1141 lakosából 40 magyar, 284 német, 814 ruszin volt. Ebből 822 görögkatolikus, 288 izraelita volt. A trianoni békeszerződés előtt Máramaros vármegye Técsői járásához tartozott.

## Nevezetességek
- Keskenynyomtávú kisvasút Vajnág és Bustyaháza között.